# Сукчар
Сукчар — река в России, протекает по территории Ямало-Ненецкого автономного округа. Устье реки находится в 11 км по правому берегу реки Айёган. Длина реки составляет 50 км. В 31 км от устья, по правому берегу реки впадает река Малый Сукчар.

## Данные водного реестра
По данным государственного водного реестра России относится к Нижнеобскому бассейновому округу, водохозяйственный участок реки — Таз, речной подбассейн реки — подбассейн отсутствует. Речной бассейн реки — Таз.
Код объекта в государственном водном реестре — 15050000112115300065567.